# آرسن سارگسیان
آرسن سارگسیان (ارمنی: Արսեն Սարգսյան زاده ۱۳ دسامبر ۱۹۸۴ در وانادزور، استان لوری) یک دونده اهل ارمنستان می‌باشد. وی نماینده ارمنستان در رشته پرش طول در بازی‌های المپیک تابستانی ۲۰۱۲ بود.